# Froneri
Die Froneri Lux Topco S.à.r.l. ist die Konzernobergesellschaft eines weltweit tätigen Speiseeisherstellers mit Sitz in Luxemburg.
Froneri gehört zu den größten Speiseeis-Produzenten der Welt.

## Geschichte
Das Unternehmen wurde im Jahr 2016 als Joint Venture des Schweizer Lebensmittelkonzerns Nestlé mit dem britischen Speiseeis-Hersteller R&R Ice Cream, einer Tochter der französischen Beteiligungsgesellschaft PAI partners, gegründet. Nestlé und R&R legten in Froneri ihre Aktivitäten im Bereich Speiseeis in Europa, dem Nahen Osten (ohne Israel), Argentinien, Australien, Brasilien, den Philippinen und Südafrika zusammen, des Weiteren das europäische Tiefkühlkost-Geschäft von Nestlé (darunter z. B. die deutsche Erlenbacher Backwaren GmbH, nicht jedoch die Bereiche Tiefkühlpizza und Einzelhandel-Tiefkühlkost in Italien) sowie das Nestlé-Geschäft mit gekühlten Milchprodukten in den Philippinen. R&R Ice Cream geht vollständig im neuen Unternehmen auf. Nestlé und PAI partners halten am Stammkapital von Froneri einen Anteil von jeweils 50 %. Seit 1. April 2017 firmiert der von Theo Schöller gegründete Speiseeis- und Backwarenhersteller Nestlé Schöller GmbH unter dem neuen Namen Froneri Schöller GmbH. Die R&R Ice Cream Deutschland GmbH mit Sitz in Osnabrück firmiert seitdem unter dem Namen Froneri Ice Cream Deutschland GmbH.
Im Herbst 2017 wurde bekannt, dass eine Fabrik in Tavros/Griechenland und eine in Parma/Italien geschlossen werden.
Im Juli 2019 übernahm Froneri das Eiscremegeschäft von Nestlé in Israel. Ende 2019 ging auch die US-Eiscremesparte von Nestlé im Froneri-Konzern auf und damit auch die US-Markenrechte für Häagen-Dazs. Bei Nestlé verbleibt noch das Eiscremegeschäft in Kanada, Lateinamerika und Asien.

## Kennzahlen, Marktstellung
Das Unternehmen beschäftigt über 12.000 Mitarbeiter an Standorten in 24 Ländern. Etwa 700 Mio. Euro Umsatz stammen von der deutschen R&R Ice Cream. Der weltweite Marktanteil liegt bei knapp 12 %, damit ist Froneri zweitgrößter Speiseeishersteller hinter Unilever (unter anderem Marke Langnese) mit 23 %.
In Deutschland produziert Froneri an den drei Standorten Uelzen, Osnabrück und Groß-Gerau.

## Marken
Unter den von Froneri hergestellten Eismarken kommen von Nestlé hauptsächlich Schöller, Frisco, Mövenpick und Häagen-Dazs; von R&R Ice Cream stammen unter anderem die Speiseeis-Lizenzlinien der Markenfamilien Landliebe (FrieslandCampina), Toblerone, Oreo und Milka (alle Mondelēz) sowie diverse Handelsmarken. Die Marken Mars, Snickers, Bounty, Twix (alle Mars Inc.) werden seit 2017 nicht mehr durch R&R bzw. Froneri produziert, auch deren Vertrieb hat Mars Inc. wieder selbst übernommen.

## Belege
1. ↑  Nestle and R&R complete Froneri ice cream joint venture. Abgerufen am 8. Februar 2024.
2. ↑  Nestlé / R&R: Globales Joint Venture Froneri startklar. Abgerufen am 8. Februar 2024.
3. ↑  Nestlé Schöller bald Froneri Schöller (Memento des Originals vom 10. Oktober 2017 im Internet Archive)  Info: Der Archivlink wurde automatisch eingesetzt und noch nicht geprüft. Bitte prüfe Original- und Archivlink gemäß Anleitung und entferne dann diesen Hinweis., tk-18.de, März 2017.
4. ↑  Nestle ice cream joint venture Froneri to close plants in Greece, Italy (Memento des Originals vom 3. Juli 2018 im Internet Archive)  Info: Der Archivlink wurde automatisch eingesetzt und noch nicht geprüft. Bitte prüfe Original- und Archivlink gemäß Anleitung und entferne dann diesen Hinweis..
5. ↑  Joint Venture: Froneri übernimmt israelisches Eisgeschäft von Nestlé Meldung aus: Lebensmittel Zeitung vom 8. Juli 2019
6. ↑  Gemeinschaftsunternehmen Froneri ist der Käufer: Nestlé verkauft US-Speiseeisgeschäft für vier Milliarden Dollar Meldung aus: Manager magazin (Online-Ausgabe) vom 12. Dezember 2019
7. ↑  Froneri: Ein neues globales Joint Venture für Speiseeis und Tiefkühlkost. Medieninformation von Nestlé.
8. ↑  Nestlé und R&R: So soll  -Joint-Venture aussehen (Memento des Originals vom 8. Dezember 2016 im Internet Archive)  Info: Der Archivlink wurde automatisch eingesetzt und noch nicht geprüft. Bitte prüfe Original- und Archivlink gemäß Anleitung und entferne dann diesen Hinweis.. bilanz.ch, 27. April 2016.
9. ↑  TK-Report - Froneri bestimmt Führungsriege. Abgerufen am 8. Februar 2024.
10. ↑  TK-Report - Mars vermarktet Eis im LEH nun selbst. Abgerufen am 8. Februar 2024.